# João de Azevedo (governador)
D. João de Azevedo foi um fidalgo e administrador colonial português, governador de Moçambique de 1612 a 1614.

## Biografia
Nasceu em data desconhecida, provavelmente próximo de Benviver, onde sua mãe, "mulher fidalga e solteira", o legitimou por instrumento notarial de 11.02.1552, para poder suceder nos seus bens. 
Era filho de D. Manuel de Azevedo, senhor das honras de Barbosa e Ataíde e abade comendatário do mosteiro de S. João de Alpendurada com D. Violante Pereira (ou Violante de Miranda), filha de Diogo Pinto, senhor da quinta de Vilar Maior e D. Mécia Pereira (que era filha de Vasco Pereira, senhor de Fermedo, e de sua mulher D. Isabel de Miranda). Sendo, assim, irmão de D. Jerónimo de Azevedo, governador de Ceilão e vice-rei da Índia; e meio-irmão, por parte do seu pai, do mártir jesuíta, Beato Inácio de Azevedo.
A sua legitimação foi confirmada por carta régia de D. João III, de 31.05.1552.
Na juventude seguiu a carreira eclesiástica, sendo abade dos mosteiros de S. João de Alpendurada e de Vila Boa do Bispo desde março de 1544, data em que seu pai renunciou nesses cargos a seu favor. 
Viajou para a Índia certamente depois de 22.11.1549, pois nesse dia seu pai ainda escreveu a D. João III, desmentindo as informações que o rei tinha recebido, acusando-o a ele e a seu filho D. João de estarem impedindo o visitador do Bispo do Porto de visitar os mosteiros de S. João de Alpendurada e de Vila Boa do Bispo.
No Oriente foi capitão de navios, e - já no final da carreira - recebeu a nomeação para o cargo de governador de Moçambique e Sofala (1612 - 1614), sendo nele nomeado e investido por seu irmão, o vice-rei D. Jerónimo de Azevedo; como tal, foi governador da África Oriental Portuguesa, sucedendo a D. Estêvão de Ataíde (embora, formalmente, a transmissão do cargo tenha sido feita pelo governador interino, Diogo Simões de Madeira, pois entretanto D. Estêvão de Ataíde falecera, ainda em Moçambique, quando se preparava para viajar para Goa, por ordem do vice-rei D. Jerónimo de Azevedo).
Recebeu ainda a nomeação para o cargo de capitão de Diu, falecendo porém antes de tomar posse.
A data da sua morte é incerta, mas deve ter ocorrido cerca de 1615, ano em que D. João de Azevedo ainda é referido numa carta do piloto Paulo Rodrigues da Costa, dirigida a Filipe III (Filipe II de Portugal), sobre a expedição à ilha de S. Lourenço (atual Madagáscar), ordenada pelo vice-rei da Índia.
Teve geração do seu casamento em Chaul com D. Maria Brandão.

## Ascendência
|  |                                                                                       |  |  |  |  |  |  |  |  |  |  |  |  |
|  | 8. Luís Gonçalves Malafaia, Vedor da Fazenda                                          |  |  |  |  |  |  |  |  |  |  |  |  |
|  |                                                                                       |  |  |  |  |  |  |  |  |  |  |  |  |
|  |                                                                                       |  |  |  |  |  |  |  |  |  |  |  |  |
|  | 4. D. João de Azevedo, Bispo do Porto                                                 |  |  |  |  |  |  |  |  |  |  |  |  |
|  |                                                                                       |  |  |  |  |  |  |  |  |  |  |  |  |
|  |                                                                                       |  |  |  |  |  |  |  |  |  |  |  |  |
|  | 9. D. Filipa de Azevedo, filha do senhor de S. João de Rei                            |  |  |  |  |  |  |  |  |  |  |  |  |
|  |                                                                                       |  |  |  |  |  |  |  |  |  |  |  |  |
|  |                                                                                       |  |  |  |  |  |  |  |  |  |  |  |  |
|  | 2. D. Manuel de Azevedo, senhor das honras de Barbosa e Ataíde                        |  |  |  |  |  |  |  |  |  |  |  |  |
|  |                                                                                       |  |  |  |  |  |  |  |  |  |  |  |  |
|  |                                                                                       |  |  |  |  |  |  |  |  |  |  |  |  |
|  | 10. Fernão de Sousa, 1.º senhor de Gouveia                                            |  |  |  |  |  |  |  |  |  |  |  |  |
|  |                                                                                       |  |  |  |  |  |  |  |  |  |  |  |  |
|  |                                                                                       |  |  |  |  |  |  |  |  |  |  |  |  |
|  | 5. D. Joana de Castro, herdeira das honras de Ataíde e Barbosa                        |  |  |  |  |  |  |  |  |  |  |  |  |
|  |                                                                                       |  |  |  |  |  |  |  |  |  |  |  |  |
|  |                                                                                       |  |  |  |  |  |  |  |  |  |  |  |  |
|  | 11. D. Mécia de Castro, filha do 1.º Conde de Atouguia                                |  |  |  |  |  |  |  |  |  |  |  |  |
|  |                                                                                       |  |  |  |  |  |  |  |  |  |  |  |  |
|  |                                                                                       |  |  |  |  |  |  |  |  |  |  |  |  |
|  | 1. D. João de Azevedo                                                                 |  |  |  |  |  |  |  |  |  |  |  |  |
|  |                                                                                       |  |  |  |  |  |  |  |  |  |  |  |  |
|  |                                                                                       |  |  |  |  |  |  |  |  |  |  |  |  |
|  | 12. Gonçalo Vaz Pinto, 2.º senhor de Ferreiros e Tendais                              |  |  |  |  |  |  |  |  |  |  |  |  |
|  |                                                                                       |  |  |  |  |  |  |  |  |  |  |  |  |
|  |                                                                                       |  |  |  |  |  |  |  |  |  |  |  |  |
|  | 6. Diogo Pinto de Melo, senhor da quinta de Vilar Maior                               |  |  |  |  |  |  |  |  |  |  |  |  |
|  |                                                                                       |  |  |  |  |  |  |  |  |  |  |  |  |
|  |                                                                                       |  |  |  |  |  |  |  |  |  |  |  |  |
|  | 13. D. Guiomar de Castro, filha dos 1.ºs senhores de Gouveia (ver acima, nºs 10 e 11) |  |  |  |  |  |  |  |  |  |  |  |  |
|  |                                                                                       |  |  |  |  |  |  |  |  |  |  |  |  |
|  |                                                                                       |  |  |  |  |  |  |  |  |  |  |  |  |
|  | 3. Violante Pereira                                                                   |  |  |  |  |  |  |  |  |  |  |  |  |
|  |                                                                                       |  |  |  |  |  |  |  |  |  |  |  |  |
|  |                                                                                       |  |  |  |  |  |  |  |  |  |  |  |  |
|  | 14. D. Vasco Pereira, senhor de Fermedo                                               |  |  |  |  |  |  |  |  |  |  |  |  |
|  |                                                                                       |  |  |  |  |  |  |  |  |  |  |  |  |
|  |                                                                                       |  |  |  |  |  |  |  |  |  |  |  |  |
|  | 7. D. Mécia Pereira                                                                   |  |  |  |  |  |  |  |  |  |  |  |  |
|  |                                                                                       |  |  |  |  |  |  |  |  |  |  |  |  |
|  |                                                                                       |  |  |  |  |  |  |  |  |  |  |  |  |
|  | 15. Isabel de Miranda, filha do 2.º morgado da Patameira                              |  |  |  |  |  |  |  |  |  |  |  |  |
|  |                                                                                       |  |  |  |  |  |  |  |  |  |  |  |  |
|  |                                                                                       |  |  |  |  |  |  |  |  |  |  |  |  |